# Aeroportul Arkansas
Aeroportul Arkansas (IATA: BYH, ICAO: KBYH, FAA LID: BYH) este un aeroport din Arkansas, Statele Unite ale Americii ce deservește zona Blytheville⁠(d).
Situat la o altitudine de 77 m, aeroportul dispune de 1 pistă.

## Infrastructură

### Piste
Aeroportul dispune de o singură pistă. Pista 18/36 are suprafața de beton și dimensiunile 11.602 picioare × 150 picioare. 